# Warth, Niederösterreich
Warth är en ort och kommun  i Österrike. Den ligger i distriktet Neunkirchen i förbundslandet Niederösterreich, 70 kilometer söder om huvudstaden Wien.
Kommunen består av sju orter (Ortschaften) (inom parentes invånarantal 1 januari 2024):
- Haßbach (206)
- Kirchau (302)
- Kulm (85)
- Petersbaumgarten (258)
- Steyersberg (69)
- Thann (38)
- Warth (597)